# Bosak władczy
Bosak władczy (Abax schueppeli) – gatunek chrząszcza z rodziny biegaczowatych i podrodziny dzierowatych.

## Taksonomia
Gatunek ten opisany został po raz pierwszy w 1825 roku przez Antona Aloisa Palliardiego. Epitet gatunkowy nadano na cześć Johanna Schueppela. W 1891 roku umieszczony został przez Ludwiga Ganglbauera w podrodzaju Abacopercus. Stanowi gatunek typowy owego podrodzaju.
Wyróżnia się w jego obrębie cztery podgatunki:
- Abax schueppeli biharicus Mařan, 1955
- Abax schueppeli detonaticus Mařan, 1955
- Abax schueppeli rendschmidtii (Germar, 1839)
- Abax schueppeli schueppeli Palliardi, 1825

## Morfologia
Chrząszcz o wydłużonym ciele długości od 18 do 25 mm, jak na przedstawiciela rodzaju dość smukłym, smuklejszym u A. s. rendschmidtii niż u podgatunku nominatywnego. Ubarwienie ma jednolicie czarne, włącznie z czułkami i całymi odnóżami, u samców lśniące, u samic bardziej matowe. Przedplecze ma słabo zaokrąglone brzegi boczne, drobno pomarszczone dołki przypodstawowe oraz podłużną bruzdę przez środek. Pokrywy mają podstawę nieobrzeżoną lub obrzeżoną niecałkowicie, międzyrzędy pierwszy, trzeci, piąty i siódmy szersze i wyniesione żebrowato lub kilowato (siódmy na prawie całej długości), zaś międzyrzędy parzyste wyraźnie węższe i słabiej wysklepione. Rozmiary punktów na pokrywach są rozmaite, od bardzo drobnych po grube. U A. s. rendschmidtii pokrywy są węższe i mają słabiej wyniesione międzyrzędy niż u A. s. schueppeli. Skrzydła tylnej pary są uwstecznione.

## Ekologia i występowanie
Owad reglowy, zamieszkujący wilgotne stanowiska w liściastych i mieszanych lasach podgórskich i górskich. Postacie dorosłe aktywne są od wiosny do jesieni i stanowią stadium zimujące. Zarówno za dnia, jak i nocą polują na bezkręgowce, zwłaszcza owady i ślimaki.
Gatunek palearktyczny, europejski, zaliczany do subendemitów karpackich. Podgatunek nominatywny podawany jest z Węgier, Rumunii, Ukrainy i Serbii. A. s. rendschmidtii rozmieszczony jest wzdłuż północnej i zachodniej części łuku karpackiego; występuje w Polsce, Czechach, na Słowacji i Węgrzech. W Czechach dochodzi do Kotliny Górnomorawskiej. W Polsce podawany jest z nielicznych stanowisk na południu kraju, a większość doniesień pochodzi z I połowy XX wieku. A. s. biharicus i A. s. detonaticus są endemitami Rumunii.